# Berthe Morisot (téléfilm)
Pour les articles homonymes, voir Berthe Morisot (homonymie).
Pour plus de détails, voir Fiche technique et Distribution.
Berthe Morisot est un téléfilm français réalisé par Caroline Champetier et diffusé pour la première fois le 16 février 2013 sur France 3.

## Synopsis
Nous sommes en 1865, Berthe Morisot vit encore avec sa sœur Edma dans la maison familiale. Berthe ne rêve que de devenir peintre, alors que ses parents ont une tout autre idée de son avenir. Sa rencontre avec Édouard Manet va bouleverser son existence.

## Fiche technique
- Réalisation : Caroline Champetier
- D'après «'Manet, un rebelle en redingote'» de Beth Archer Brombert
Traduit en français par Jean-François Allain
- Scénario : Sylvie Meyer et Philippe Lasry
- Directrice littéraire : Johanne Rigoulot
- Musique originale : Éric Demarsan
- Costumes : Pascale Suty
- Décors : Pascale Consigny
- Montage : Jean-François Elie
- Casting : Brigitte Moidon
- Image : Caroline Champetier, Stephen Mack, Stéphane Bourgoin
- Son : Amaury de Nexon, Jérôme Wiciak, Bridget O'Driscoll
- Producteurs : David Kodsi et Henri Magalon
- Durée : 100 minutes
- Tournage : l'équipe de tournage a tourné les 2 et 3 mai 2012 à Ars-en-Ré (Charente-Maritime)

## Distribution
- Marine Delterme : Berthe Morisot
- Malik Zidi : Édouard Manet
- Alice Butaud : Edma Morisot
- Bérangère Bonvoisin : Cornélie Morisot
- Patrick Descamps : Tiburce Morisot
- François Dieuaide : Eugène Manet
- Jeanne Gogny : Yves Morisot
- Grégory Gadebois : Paul Durand-Ruel
- Julien Balajas : Henri